# Radioåret 2009

## Händelser

### Januari
- 17 januari – P3 Guldgalan hålls på Scandinavium i Göteborg.

### Maj
- 11 maj – Kerrang! 105.2 tilldelades pris för bästa radiostation (i tävlingsklassen 1 000 000 lyssnare eller fler) på Sony Radio Academy Awards.
- 27 maj – Microsoft meddelar att deras musikspelare Zune kommer att innehålla HD-radio från och med hösten, som första portabla enhet att klara av det[1][2].

### Juni
- 20 juni-15 augusti – Radioprogrammet Sommar sänds och firar i och med det 50 år.

### Augusti
- 17 augusti – Sveriges Radio P3 inför en ny ljudsignatur, skapad av Anders Moneybrother Wendin och Patrik Berggren.[3] Den ersätter "tjicketi-kao-wao" (tjickan) som skapades 1993 av Bo "Skogis" Skoglund.

### December
- December
  - Årets julkalender i SR, Nelly Rapp, sänds. [4]
  - Den amerikanska radioprataren Rush Limbaugh tvingas till att besöka sjukhus efter svåra bröstsmärtor[5].

## Avlidna

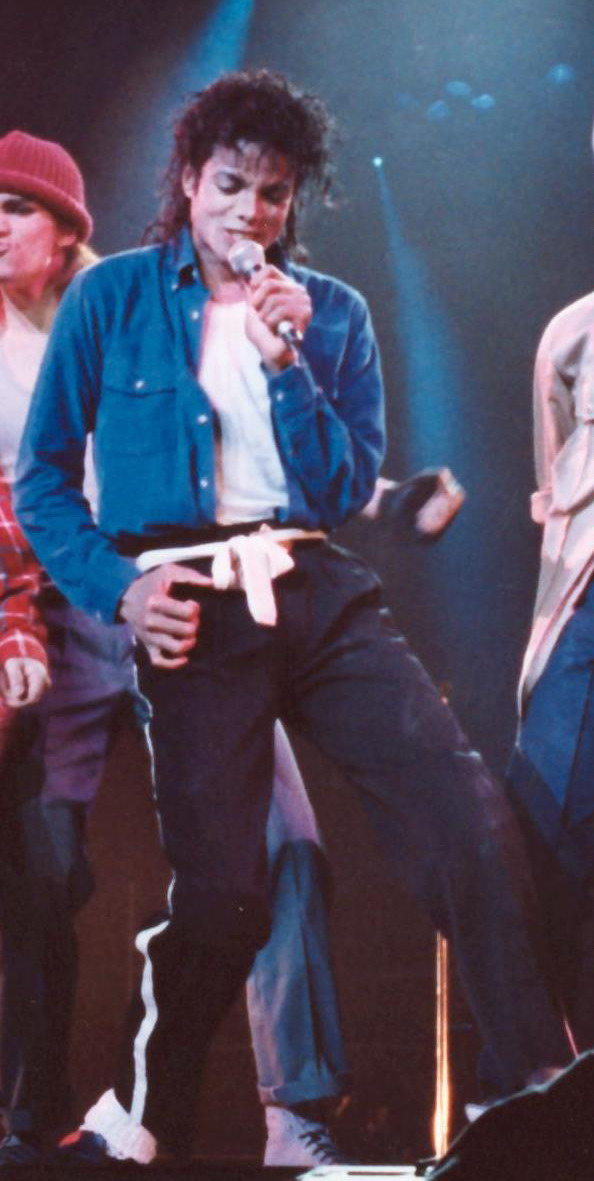
Michael Jacksons musik spelades flitigt på radio efter hans bortgång.

- 12 januari – Anders Pontén, 74, svensk journalist, skådespelare och radioman.[6]
- 28 februari – Paul Harvey, 90, amerikansk radiopresentatör på American Broadcasting Company.
- 25 juni – Michael Jackson, 50, världskänd artist och dansare. I samband med dödsfallet beslutade många amerikanska radiostationer att spela ett stort antal av artistens låtar som en hyllning till honom och hans verk[7][8].
- 1 september – Maj Ödman, 94, svensk radio- och TV-producent.
- 8 november – Malcolm Laycock, 71, brittisk radioman.

### Fotnoter
1. ↑  ”Media Alert: Zune HD Available for Pre-Order Today”. Microsoft. http://www.microsoft.com/presspass/press/2009/aug09/08-13PreorderZuneMA.mspx. Läst 9 december 2010.
2. ↑  ”Rush Limbaugh Admitted to Honolulu Hospital”. CNSnews.com. 31 december 2009. Arkiverad från originalet den 2 januari 2010. https://web.archive.org/web/20100102011118/http://cnsnews.com/news/article/59174. Läst 9 december 2010.
3. ↑  Pengabrorsan tar "Tjickan" ur tiden, P3 Nyheter, 14 augusti 2009.
4. ↑  ”Jultradition”. Arkiverad från originalet den 13 augusti 2010. https://web.archive.org/web/20100813005000/http://www.jultradition.se/radio.htm. Läst 26 mars 2011.
5. ↑  ”Rush Limbaugh Hospitalized With Chest Pains”. FoxNews.com. 31 december 2009. Arkiverad från originalet den 5 februari 2011. https://web.archive.org/web/20110205045540/http://www.foxnews.com/us/2009/12/31/rush-limbaugh-hospitalized-chest-pains/. Läst 9 december 2010.
6. ↑  ”Radioprofilen Anders Pontén är död”. Kuriren.nu. 20 januari 2009. Arkiverad från originalet den 3 juli 2013. https://archive.is/20130703161035/http://www.kuriren.nu/arkiv/2009/01/20/Familj/4513345/Radioprofilen-Anders-Pont%E9n-%E4r-d%F6d.aspx. Läst 5 juni 2013.
7. ↑  ”SIRIUS XM Radio Pay Tribute to Michael Jackson”. Radio.about.com. Arkiverad från originalet den 2 juli 2009. https://web.archive.org/web/20090702085847/http://radio.about.com/b/2009/06/26/sirius-xm-radio-pay-tribute-to-michael-jackson.htm. Läst 9 december 2010.
8. ↑  Hinckley, David (24 juni 2010). ”Michael Jackson tribute programs to air on TV, radio on one-year anniversary of pop star's death”. Daily News. http://www.nydailynews.com/entertainment/tv/2010/06/24/2010-06-24_michaels_fans_hit_the_jaxpot_lotsa_tributes_to_1year_anny.html. Läst 9 december 2010.